# Defektris
Defektris is een videospel voor de Commodore Amiga. Het spel werd ontwikkeld door Sam Baker en werd uitgebracht in 1994. Het spel is een tetrisvariant. Het is mogelijk een spelstand en highscores op te slaan. Het spel wordt geleverd met 80 levels, maar er kunnen ook zelf levels gemaakt worden. Ook omvat het spel diverse bonussen en bommen.